# 26.º distrito electoral de Chile
El vigesimosexto distrito electoral de Chile es un distrito electoral ubicado en la Región de Los Lagos que elige cinco diputados para la Cámara de Diputados de Chile. Fue creado en 2018 a partir de los antiguos quincuagesimoséptimo y quincuagesimoctavo distritos. Según el censo de 2017, posee 484 660 habitantes.

## Composición
El distrito está compuesto por las siguientes comunas:
| - Ancud - Calbuco - Castro - Chaitén - Chonchi - Cochamó - Curaco de Vélez - Dalcahue - Futaleufú | - Hualaihué - Maullín - Palena - Puerto Montt - Puqueldón - Queilén - Quellón - Quemchi - Quinchao |  |

## Representación
| 2 | 1 | 1 | 1 |

| 2 | 2 | 1 |

### Diputados
| Pactos y partidos políticos |
| --- |
| Chile Vamos La Fuerza de la Mayoría Convergencia Democrática Frente Amplio Chile Podemos + Nuevo Pacto Social Apruebo Dignidad |

| Periodo | Diputado | Diputado                    | Diputado | Diputado | Diputado                    | Diputado | Diputado          | Diputado           | Diputado | Diputado              | Diputado                  | Diputado | Diputado                        | Diputado                     | Diputado | Mandato                                 |
| ------- | -------- | --------------------------- | -------- | -------- | --------------------------- | -------- | ----------------- | ------------------ | -------- | --------------------- | ------------------------- | -------- | ------------------------------- | ---------------------------- | -------- | --------------------------------------- |
| LV      |          | Carlos Kuschel Silva        |          |          | Alejandro Santana Tirachini |          |                   | Jenny Álvarez Vera |          |                       | Gabriel Ascencio Mansilla |          |                                 | Alejandro Bernales Maldonado |          | 11 de marzo de 2018-11 de marzo de 2022 |
| LVI     |          | Fernando Bórquez Montecinos |          |          | Mauro González Villarroel   |          | Jaime Sáez Quiroz |                    |          | Héctor Ulloa Aguilera |                           |          | 11 de marzo de 2022-En el cargo | Alejandro Bernales Maldonado |          |                                         |